# Chantal Janzen
Chantal Janzen (Tegelen, 15 de febrer del 1979) és una actriu, presentadora, cantant i productora de televisió neerlandesa. Ha actuat en múltiples musicals, sèries de televisió i pel·lícules. Treballa per l'organisme de radiodifusió comercial RTL Nederland. Va ser una dels presentadors del Festival de la Cançó d'Eurovisió 2021 a Rotterdam.
Janzen va estudiar al Amsterdamse Hogeschool voor de Kunsten. Ha actuat, entre d'altres als musicals Crazy for You, Kunt u mij de weg naar Hamelen vertellen, mijnheer?, Saturday Night Fever, 42nd Street, Beauty and the Beast, Tarzan, Petticoat, Wicked i Hij Gelooft in Mij. També va cantar com a solista a Musicals in Ahoy (2002 i 2004), Holland zingt Hazes (2013) i Musicals in Concert (2014). Janzen també ha actuat en pel·lícules com Fighting Fish, De dominee, Feestje!, Deuce Bigalow: European Gigolo, Volle maan, Alles is Liefde, Kicks, Het Geheim, Pak van m'n Hart i Loverboy.
Com a presentadora de televisió a l'organisme de radiodifusió AVRO, va presentar entre altres la Gala del Gouden Televizier-Ring (2008, 2009 i 2010). El 2011 va començar a treballar per RTL Nederland, on fa des d'aleshores programes de televisió diversos com Everybody Dance Now, Holland's Got Talent, Chantal blijft slapen, Dance Dance Dance i The Talent Project. El 2014 va signar també un contracte a l'organisme de radiodifusió alemany Sat.1 on va presentar The Voice Kids.
Chantal Janzen té la seva pròpia revista i plataforma en línia &C. Està casada i té dos fills.